# Arquitectura criolla en los Estados Unidos

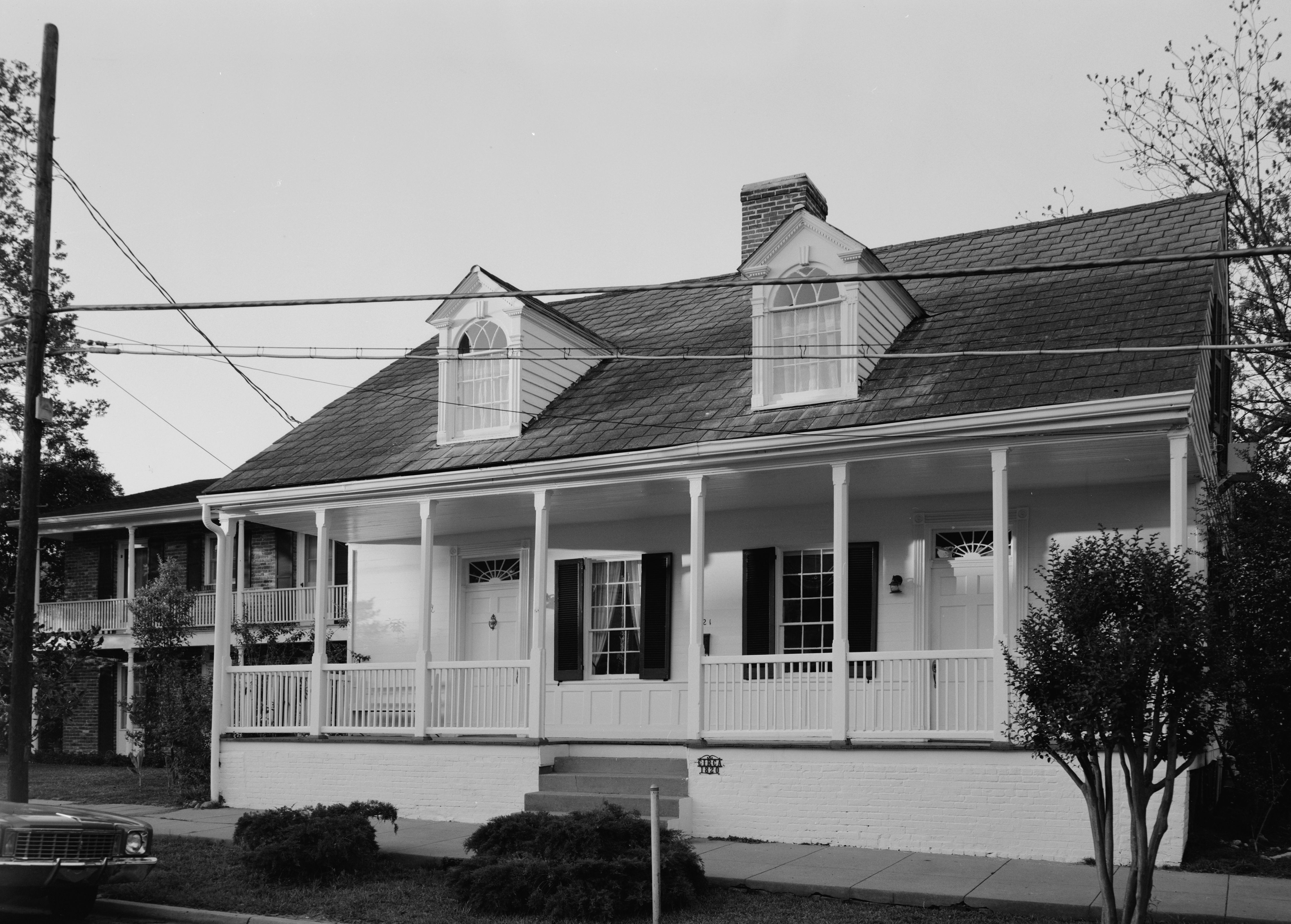
Williamsburg, un ejemplo de finales de la década de 1830 de una cabaña criolla con detalles neoclásicos en Natchez, Misisipi. Cuenta con las características comunes de la mayoría de las cabañas criollas: puertas de entrada independientes a cada habitación interior, chimenea central, sótano elevado y está situado en el frente de la propiedad.

La cabaña criolla es un tipo de arquitectura vernácula autóctona de la Costa del golfo de Estados Unidos. El estilo fue un tipo de casa dominante a lo largo de la costa central del Golfo desde aproximadamente 1790 hasta 1840 en los antiguos asentamientos de la Luisiana francesa en Alabama, Luisiana y Misisipi. Se cree popularmente que el estilo ha evolucionado a partir de formas de casas coloniales francesas y españolas, aunque los verdaderos orígenes no están claros.
La arquitectura criolla en Luisiana está documentada por numerosos listados en el Registro Nacional de Lugares Históricos de Estados Unidos.
El tipo de casa "cabaña criolla" era común a lo largo de la costa del Golfo y los ríos asociados en el siglo XIX con algunos ejemplos dispersos que se encuentran tan al oeste como en Houston, Texas, y tan al este como el norte de Florida, aunque la mayoría de las estructuras se encuentran en el sur de Luisiana hacia el este hasta Mobile, Alabama. En Kentucky, algunas cabañas dispersas todavía se mantienen en pie en la región de Jackson Purchase, en el extremo occidental del estado, donde continuaron construyéndose hasta principios del siglo XX.

## Características arquitectónicas

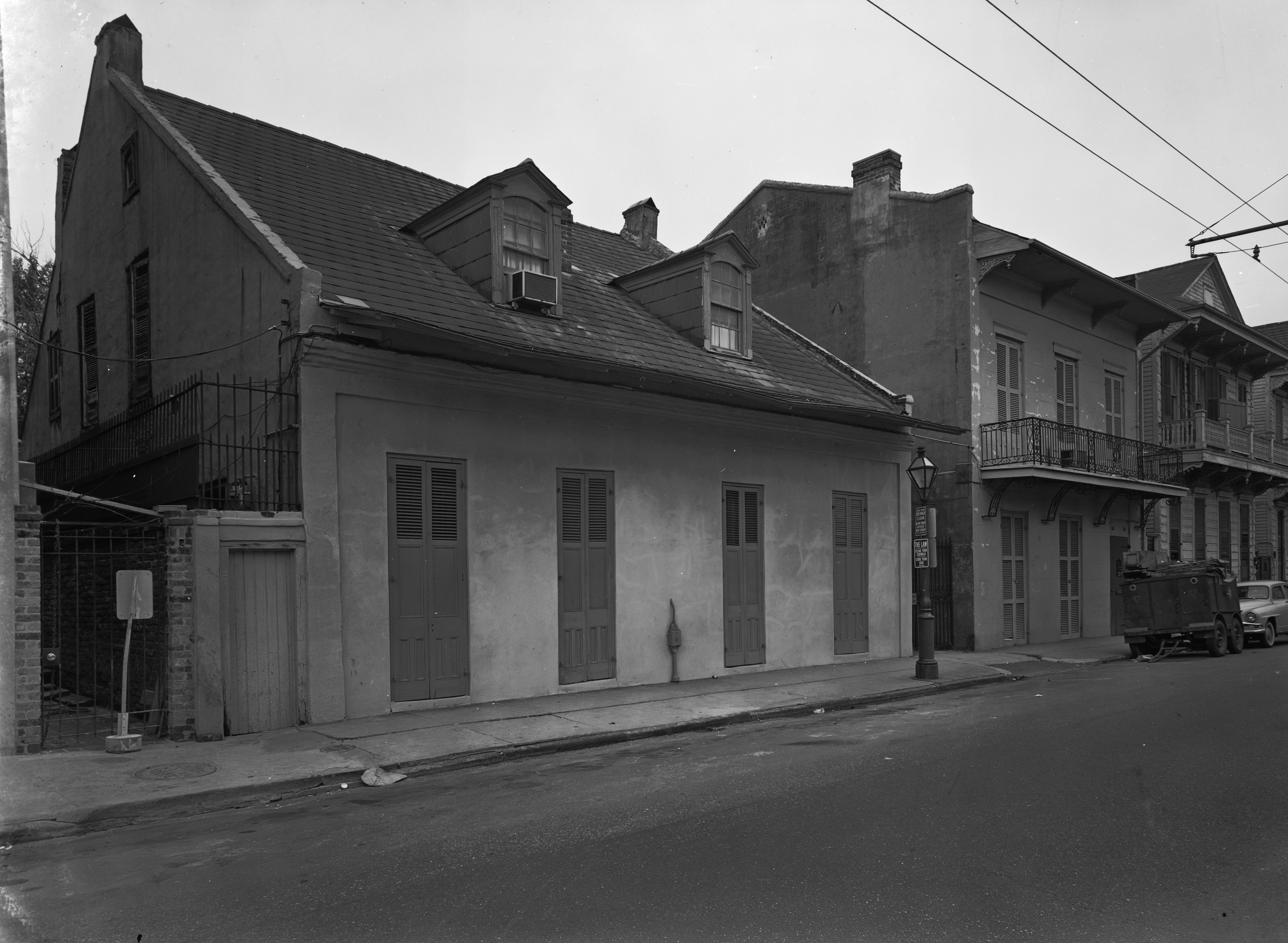
El atelier de Latour y Laclotte, la forma urbana de una cabaña criolla en Nueva Orleans.

Se cree que dos características de este estilo de casa son influencias de otros lugares del antiguo Imperio colonial francés. Se cree que el porche delantero completo se origina en las islas del Caribe, mientras que el techo alto a dos aguas, cuya cresta es paralela a la calle, acomodando el porche y la masa de la casa, se cree que es de origen francocanadiense. En los ejemplos anteriores o más fundamentales, una o dos habitaciones principales pueden abrir directamente al porche. A menudo cuentan con una chimenea interior que atraviesa la línea de la cumbrera del techo, con chimeneas adosadas que sirven a dos habitaciones. Dos características secundarias comunes de este estilo son un sótano elevado y la frecuente ubicación del frente de los edificios en el límite de la propiedad.
En la ciudad de Nueva Orleans, el término cabaña criolla tiende a definirse más estrictamente como un 1 1⁄2 pisos con techo a dos aguas, cuya cumbrera es paralela a la calle. La casa normalmente tiene cuatro habitaciones cuadradas sin pasillos y está construida hasta el límite de la propiedad. La principal diferencia entre estas cabañas y las de otros lugares es la falta de un porche delantero completo.
Un tipo de casa similar que algunos estudiosos de la arquitectura creen que está relacionado con la cabaña criolla es la cabaña de la Costa del Golfo. Sin embargo, no está claro si este estilo se deriva de la cabaña criolla o si es una adaptación del sur profundo de una cabaña tipo Tidewater. Ambos muestran algunas de las características generales de una cabaña criolla. En los ejemplos más formales y posteriores, casi siempre está presente una sala central. Estos ejemplos más formales comenzaron a aparecer en las décadas de 1820 y 1830. Por lo general, son más grandes con influencias arquitectónicas del estilo federal o neogriego que no están presentes en la versión más simple. Si hay una sala central, generalmente se ingresa a través de una entrada central. Las chimeneas a dos aguas suelen estar presentes en lugar de una central.